# Продажа каннабиса

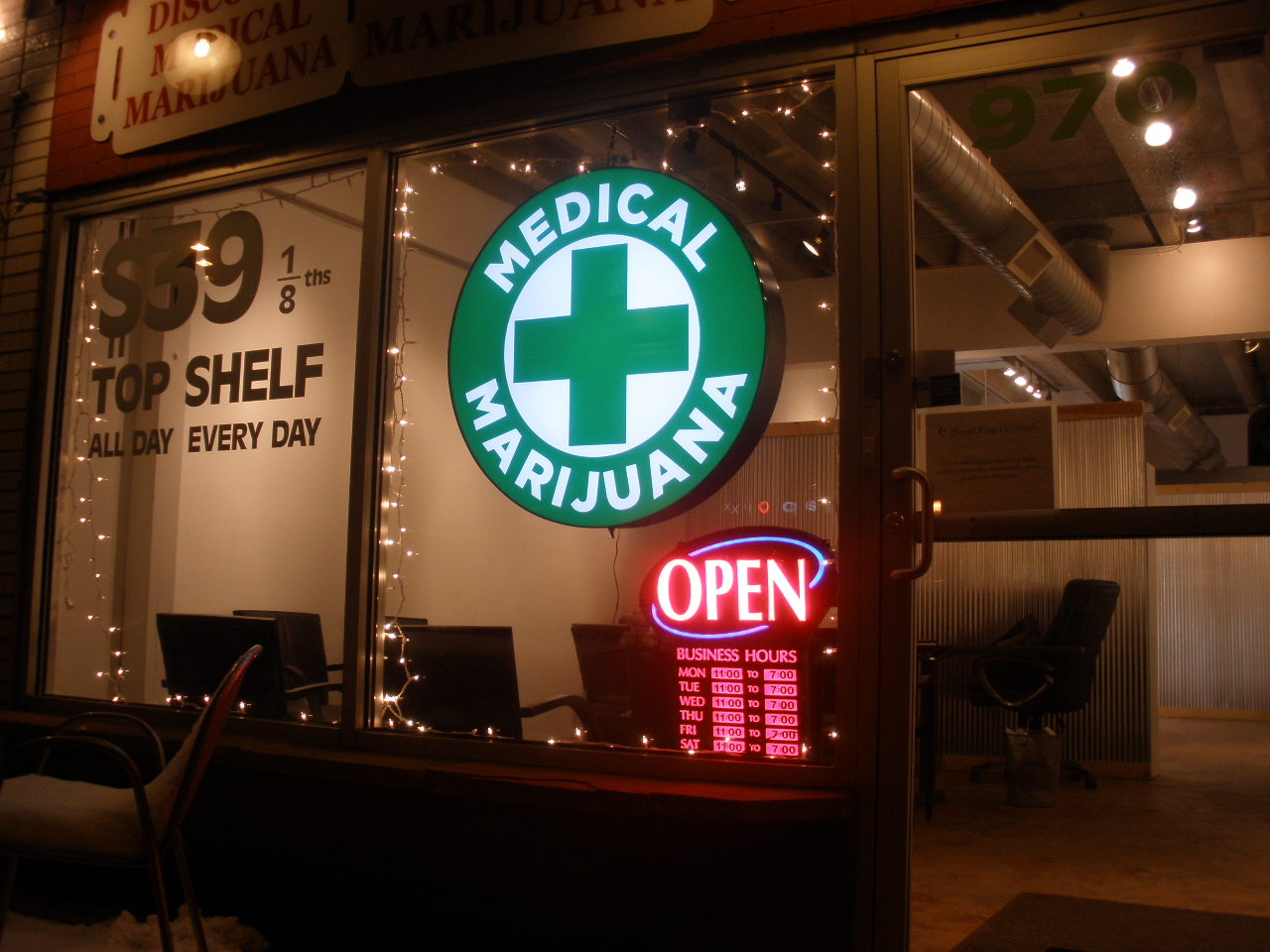
Пункт по продаже каннабиса в Денвере, Колорадо

Пункты продажи марихуаны или конопляные кооперативы — это места, где марихуана продается для рекреационного или медицинского использования (в США существуют пункты обоих видов). В Нидерландах они называются кофешопами. Эти пункты отличаются от хэдшопов тем, что в последних продается только наркотическая атрибутика. 

## Кофешопы
В Нидерландах продажа каннабиса в кофешопах началась в 1970-х годах. В таких заведениях, как Mellow Yellow coffeeshop марихуану не только продавали, но и открыто курили. После взрывного распространения сильнодействующих («тяжёлых») наркотиков власти начали терпимо относиться к легким наркотикам и легализовали продажу каннабиса в зарегистрированных кофешопах.

## Точка продажи (диспансер)

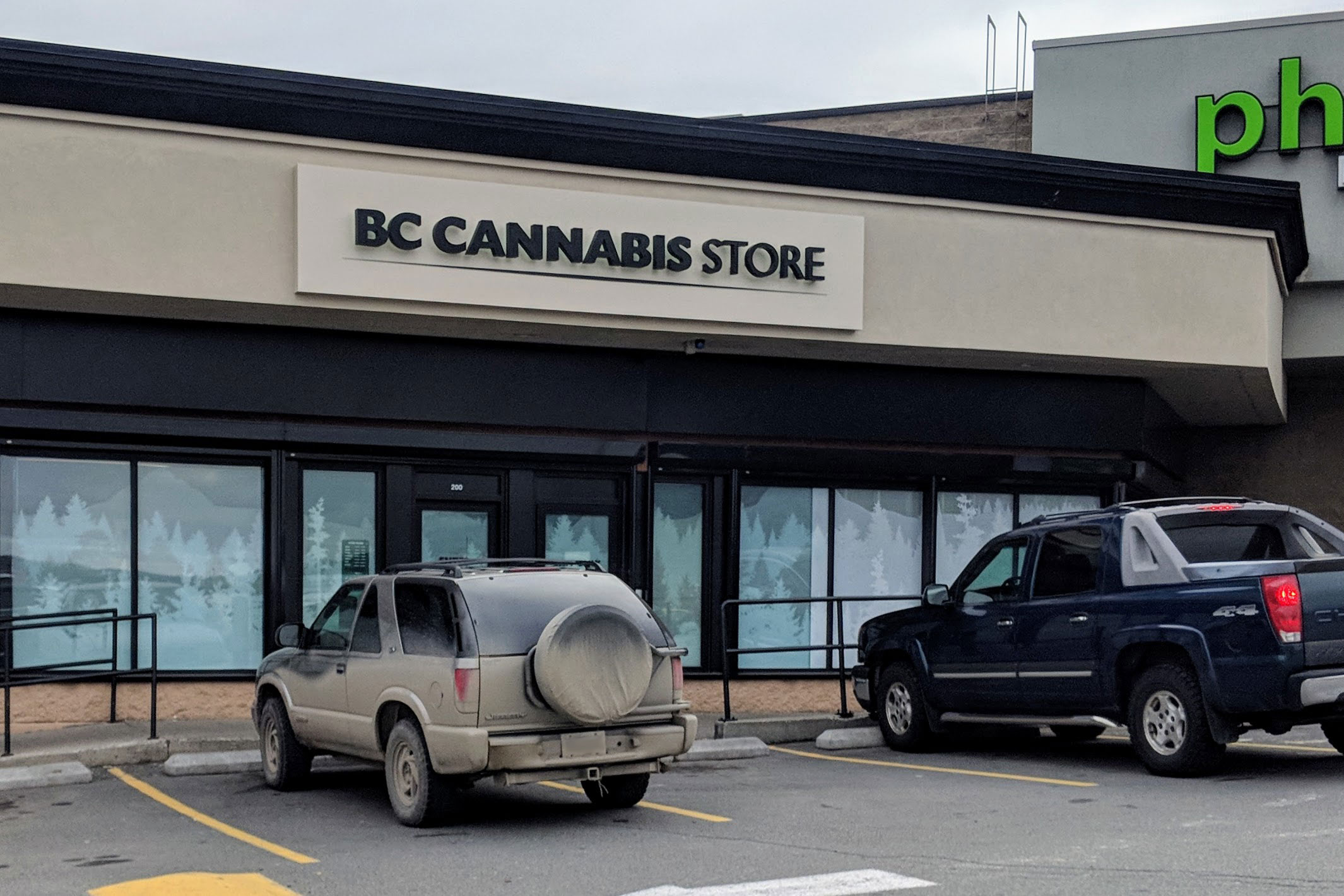
Государственная точка продажи каннабиса в Британской Колумбии, Канада

На некоторых территориях в Соединенных Штатах и Канаде в точках продажи разрешено распространять каннабис либо среди всего населения, либо только среди одобренных пациентов. В Уругвае точки продажи каннабиса строятся государством.
Первый в городе Сан-Диего лицензированный пункт продажи марихуаны появился в 2015 году. Крупнейший в мире пункт по продаже марихуаны находится в Лас-Вегасе, штат Невада и имеет площадь более одного гектара.

## Клубы
Первоначально появившись в Соединенных Штатах во время Сухого закона, клубы продавали каннабис как легальный наркотик. Сегодня подобные клубы существуют в Новой Зеландии, Испании Бельгии, Франции, Нидерландах, Словении, Австрии и Германии.

## Магазин бханга

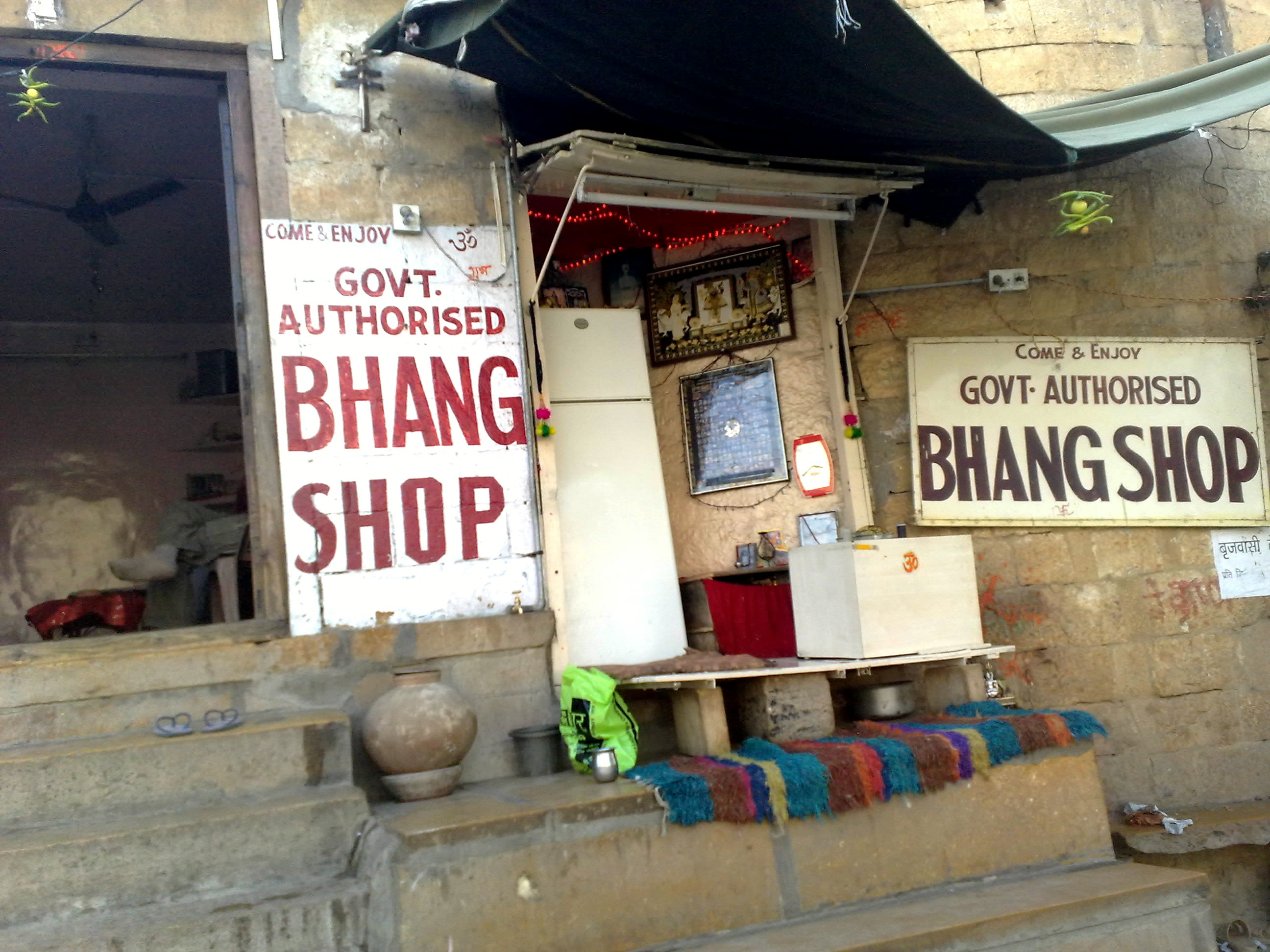
Магазин бханга в Джайсалмере, Раджастхан, Индия

В Индии несколько штатов позволяют лицензированным магазинам продавать бханг, отвар из каннабиса. В основном они продают традиционные индийские напитки бханг с добавлением каннабиса, бханг ласси и бханг ки тхандаи.